# Saison 2012-2013 de l'Aston Villa FC
Dernière mise à jour : 19 mai 2013.
Chronologie
Saison précédente Saison suivante
La saison 2012-2013 d'Aston Villa est la 137e saison professionnelle du club et la 21e en Premier League. Non qualifié pour une compétition européenne pour la seconde fois consécutive, le club participe donc aux compétitions domestiques (Championnat d'Angleterre, la Coupe d'Angleterre et la Coupe de la Ligue).

## Dates clés
- 12 mars 2012 : L'australien Brett Holman se met d'accord avec Aston Villa pour rejoindre le club librement quand son contrat avec l'AZ Alkmaar prendra fin[1].
- 14 mai 2012 : L'entraîneur Alex McLeish est viré par Aston Villa à la suite d'une saison décevante[2].
- 23 mai 2012 : Le club annonce qu'il va résilier 11 contrats de joueurs, donc ceux de Carlos Cuéllar, Emile Heskey et Brad Guzan[3].
- 2 juin 2012 : L'écossais Paul Lambert est nommée entraîneur du club pour une durée de trois ans[4].
- 1er juillet 2012 : Brett Holman rejoint officiellement le club.
- 2 juillet 2012 : Le marocain Karim El Ahmadi rejoint Aston Villa pour un montant estimé à environ 2 millions de livres, en provenance du Feyenoord[5].
- 5 juillet 2012 : Ian Culverhouse est nommé entraîneur adjoint du club[6].
- 6 juillet 2012 : L'anglais Matthew Lowton rejoint Aston Villa pour un montant estimé à environ 3 millions de livres, en provenance de Sheffield United[7].
- 16 juillet 2012 : Après avoir été résilié en mai, Brad Guzan signe un nouveau contrat de 3 ans[8].
- 1er août 2012 : Le défenseur gallois James Collins quitte le club et rejoint West Ham pour une indemnité de transfert de 2,5 millions de livres[9]. Le défenseur néerlandais Ron Vlaar rejoint Aston Villa pour un montant estimé à 3,2 millions de livres, en provenance du Feyenoord[10].
- 18 août 2012 : Villa perd son matchs d'ouverture du championnat contre le promu West Ham sur le score de 1-0[11].
- 24 août 2012 : Le camerounais Jean II Makoun est prêté au Stade rennais jusqu'à la fin de la saison[12]. Le jeune milieu de terrain Gary Gardner se blesse, lésion du ligament croisé antérieur pour la deuxième fois de sa carrière, et sera indisponible jusqu'à la fin de la saison[13].
- 28 août 2012 : Villa se qualifie pour le 3e tour de la Coupe de la Ligue après une victoire 3-0 contre Tranmere Rovers[14].
- 29 août 2012 : L'international espoirs anglais, Joe Bennett rejoint Aston Villa pour un montant estimé à environ 2,8 millions de livres, en provenance de Middlesbrough[15].
- 31 août 2012 : L'attaquant belge Christian Benteke rejoint Aston Villa pour un montant de 7 millions de livres, en provenance de Genk[16]. L'attaquant anglais Jordan Bowery rejoint Aston Villa pour un montant de 500 000 livres pouvant s'élever à 1 million de livres en fonction de ses performances, en provenance de Chesterfield[17]. Le milieu Ashley Westwodd rejoint Aston Villa pour un montant de 2 millions de livres[18]. L'attaquant anglais Nathan Delfouneso est prêté une saison à Blackpool[19].
- 2 septembre 2012 : Villa remporte son premier point de la saison grâce à un match nul 1-1 contre Manchester United[20].
- 15 septembre 2012 : Villa met fin à une série de 13 matchs sans victoire en championnat, en remportant leur première victoire de la saison contre Swansea City sur le score de 2-0[21]. Ron Vlaar est nommé capitaine du club[22].
- 21 septembre 2012 : Le défenseur anglais Stephen Warnock est prêté pour une durée de 3 mois à Bolton Wanderers[23].
- 25 septembre 2012 : Villa se qualifie pour le 4e tour de la Coupe de la Ligue après une victoire 4-2 dans le temps additionnel contre Manchester City[24].
- 30 octobre 2012 : Villa se qualifie pour les quarts de finale de la Coupe de la Ligue après une victoire 3-2 contre Swindon Town[25].
- 2 novembre 2012 : Villa remporte sa première victoire à l'extérieur depuis janvier contre Sunderland sur le score de 1-0[26].
- 22 novembre 2012 : Alan Hutton est prête à Nottingham Forest jusqu'au 1er janvier[27].
- 27 novembre 2012 : Villa sort de la zone de relégation grâce à sa victoire contre Reading sur le score de 1-0[28].
- 11 décembre 2012 : Villa se qualifie pour les demi-finales de la Coupe de la Ligue après une victoire 4-1 contre Norwich City[29].
- 23 décembre 2012 : Villa subit la plus lourde défaite de son histoire en Premier League en perdant 8-0 contre Chelsea[30].
- 5 janvier 2013 : Villa se qualifie pour le 4e de la Coupe d'Angleterre après une victoire 2-1 contre Ipswich Town[31].
- 22 janvier 2013 : Villa est éliminé en demi-finale de la Coupe de la Ligue par Bradford City sur le score cumulé de 4-3[32].
- 25 janvier 2013 : Villa est éliminé au 4e tour de la Coupe d'Angleterre par Millwall sur le score de 2-1[33].
- 29 janvier 2013 : Villa met fin à un mois désastreux qui les a vus éliminé des deux coupes et entrent dans la zone de relégation encore une fois, à la suite d'une défaite 2-1 contre Newcastle United[34]. Alan Hutton est prêté au Real Majorque jusqu'à la fin de la saison[35].
- 31 janvier 2013 : Le milieu malien Yacouba Sylla rejoint Aston Villa pour un montant estimé à environ 2,1 millions de livres, en provenance de Clermont Foot[36]. Simon Dawkins est prêté par Tottenham jusqu'à la fin de la saison[37]. Simon Dawkins est prêté par Tottenham jusqu'à la fin de la saison[37]. Stephen Warnock signe gratuitement à Leeds United[38].
- 10 février 2013 : Villa met fin à une série de huit matchs sans victoire, leur permettant ainsi de sortir de la zone de relégation et empêcher leur pire série de défaites à domicile en 50 ans (cinq défaites d'affilée), et ce, à la suite d'une victoire 2-1 contre West Ham[39].
- 16 mars 2013 : Villa enchaîne une série de deux victoires contre leurs concurrents direct pour le maintien, victoire 3-2 contre Queens Park Rangers[40] et 2-1 contre Reading[41].
- 6 avril 2013 : Villa enregistre sa troisième victoire en quatre matchs après avoir battu Stoke City sur le score de 3-1. Ce qui permet à Villa de grimper à la 16e place, deux points au-dessus de la zone de relégation[42].
- 29 avril 2013 : Villa enregistre son meilleur résultat de la saison après une victoire contre Sunderland sur le score de 6-1. Christian Benteke inscrit son premier coup du chapeau pour le club et a également atteint la barre des 20 buts cette saison[43].
- 4 mai 2013 : Villa atteint la barre des 40 points après une victoire 2-1 contre Norwich City[44].
- 9 mai 2013 : Le capitaine d'équipe Stilian Petrov annonce sa retraite du football, à cause de son combat contre la leucémie aiguë[45].
- 14 mai 2013 : Le maintien de Villa est confirmé grâce à la défaite de Wigan  contre Arsenal sur le score de 4-1, Wigan est donc le dernier club relégué[46].
- 19 mai 2013 : Villa termine la saison avec un match nul 2-2 contre Wigan au DW Stadium. Villa termine donc le championnat à la 15e place[47].

## Équipe première

### Effectif
| N°                 | Nat                     | Nom                   | Date de naissance (Âge) | Depuis          | Matchs          | Buts            | En provenance de    |
| Gardiens de but    | Gardiens de but         | Gardiens de but       | Gardiens de but         | Gardiens de but | Gardiens de but | Gardiens de but | Gardiens de but     |
| ------------------ | ----------------------- | --------------------- | ----------------------- | --------------- | --------------- | --------------- | ------------------- |
| 1                  | Drapeau de l'Irlande    | Shay Given            | 20 avril 1976           | 2011            | 43              | 0               | Manchester City     |
| 22                 | Drapeau des États-Unis  | Brad Guzan            | 9 septembre 1984        | 2008            | 56              | 0               | Chivas USA          |
| 33                 | Drapeau de l'Angleterre | Andy Marshall         | 14 avril 1975           | 2009            | 0               | 0               | Coventry City       |
| 39                 | Drapeau de la Suisse    | Benjamin Siegrist     | 31 janvier 1992         | 2012            | 0               | 0               | Centre de formation |
| Défenseurs         |                         |                       |                         |                 |                 |                 |                     |
| 2                  | Drapeau de l'Écosse     | Alan Hutton           | 30 novembre 1984        | 2011            | 34              | 0               | Tottenham Hotspur   |
| 4                  | Drapeau des Pays-Bas    | Ron Vlaar (capitaine) | 16 février 1985         | 2012            | 30              | 2               | Feyenoord           |
| 5                  | Drapeau de l'Irlande    | Richard Dunne         | 21 septembre 1979       | 2009            | 111             | 4               | Manchester City     |
| 6                  | Drapeau de l'Irlande    | Ciaran Clark          | 26 septembre 1989       | 2009            | 79              | 5               | Centre de formation |
| 27                 | Drapeau de l'Angleterre | Joe Bennett           | 28 mars 1990            | 2012            | 30              | 0               | Middlesbrough       |
| 29                 | Drapeau de l'Irlande    | Enda Stevens          | 9 juillet 1990          | 2012            | 9               | 0               | Shamrock Rovers     |
| 30                 | Drapeau des États-Unis  | Eric Lichaj           | 17 novembre 1988        | 2008            | 41              | 2               | Centre de formation |
| 32                 | Drapeau de l'Angleterre | Nathan Baker          | 23 avril 1991           | 2009            | 43              | 0               | Centre de formation |
| 34                 | Drapeau de l'Angleterre | Matthew Lowton        | 9 juin 1989             | 2012            | 44              | 2               | Sheffield United    |
| 37                 | Drapeau de l'Irlande    | Derrick Williams      | 17 janvier 1993         | 2012            | 1               | 0               | Centre de formation |
| Milieux de terrain |                         |                       |                         |                 |                 |                 |                     |
| 7                  | Drapeau de l'Irlande    | Stephen Ireland       | 22 août 1986            | 2010            | 49              | 1               | Manchester City     |
| 8                  | Drapeau du Maroc        | Karim El Ahmadi       | 27 janvier 1985         | 2012            | 23              | 1               | Feyenoord           |
| 10                 | Drapeau de la France    | Charles N'Zogbia      | 28 mai 1986             | 2011            | 58              | 5               | Wigan Athletic      |
| 12                 | Drapeau de l'Angleterre | Marc Albrighton       | 18 novembre 1989        | 2009            | 80              | 9               | Centre de formation |
| 14                 | Drapeau de l'Australie  | Brett Holman          | 27 mars 1984            | 2012            | 29              | 2               | AZ Alkmaar          |
| 15                 | Drapeau de l'Angleterre | Ashley Westwood       | 1er avril 1990          | 2012            | 31              | 0               | Crewe Alexandra     |
| 16                 | Drapeau de l'Angleterre | Fabian Delph          | 21 novembre 1989        | 2009            | 69              | 0               | Leeds United        |
| 17                 | Drapeau du Cameroun     | Jean Makoun           | 29 mai 1983             | 2011            | 11              | 0               | Olympique lyonnais  |
| 18                 | Drapeau du Mali         | Yacouba Sylla         | 29 novembre 1990        | 2013            | 11              | 0               | Clermont Foot       |
| 19                 | Drapeau de la Bulgarie  | Stilian Petrov        | 5 juillet 1979          | 2006            | 218             | 12              | Celtic              |
| 25                 | Drapeau de l'Écosse     | Barry Bannan          | 1er décembre 1989       | 2008            | 82              | 2               | Centre de formation |
| 31                 | Drapeau de l'Australie  | Chris Herd            | 4 avril 1989            | 2008            | 40              | 2               | Centre de formation |
| 38                 | Drapeau de l'Angleterre | Gary Gardner          | 29 juin 1992            | 2011            | 18              | 0               | Centre de formation |
| 40                 | Drapeau de l'Irlande    | Samir Carruthers      | 4 avril 1993            | 2012            | 3               | 0               | Centre de formation |
| Attaquants         |                         |                       |                         |                 |                 |                 |                     |
| 9                  | Drapeau de l'Angleterre | Darren Bent           | 6 février 1984          | 2011            | 64              | 25              | Sunderland          |
| 11                 | Drapeau de l'Angleterre | Gabriel Agbonlahor    | 13 octobre 1986         | 2005            | 285             | 72              | Centre de formation |
| 20                 | Drapeau de la Belgique  | Christian Benteke     | 3 décembre 1990         | 2012            | 39              | 23              | Genk                |
| 21                 | Drapeau de l'Angleterre | Jordan Bowery         | 2 juillet 1991          | 2012            | 12              | 0               | Chesterfield        |
| 23                 | Drapeau de l'Angleterre | Nathan Delfouneso     | 2 octobre 1991          | 2008            | 44              | 9               | Centre de formation |
| 24                 | Drapeau de l'Angleterre | Simon Dawkins         | 1er décembre 1987       | 2013            | 4               | 0               | Tottenham Hotspur   |
| 26                 | Drapeau de l'Autriche   | Andreas Weimann       | 5 août 1991             | 2010            | 49              | 13              | Centre de formation |
| 36                 | Drapeau de l'Irlande    | Graham Burke          | 21 décembre 1993        | 2012            | 2               | 0               | Centre de formation |

### Staff managérial
| Emploi                  | Staff           |
| ----------------------- | --------------- |
| Entraîneur              | Paul Lambert    |
| Entraîneur adjoint      | Ian Culverhouse |
| Entraîneur des gardiens | Terry Gennoe    |
| Préparateur physique    | Jim Hendry      |
| Docteur                 | Mark Waller     |

Source : http://www.avfc.co.uk

### Tenues
Équipementier : Macron
Sponsor : Genting
| Domicile | Extérieur | Gardien (1) | Gardien (2) | Gardien (3) |

## Transferts

### Mercato d'été

#### Arrivées
| Numéro | Poste | Joueur            | En provenance de | Montant         | Date             | Source |
| ------ | ----- | ----------------- | ---------------- | --------------- | ---------------- | ------ |
| 14     | MIL   | Brett Holman      | AZ Alkmaar       | Transfert libre | 1er juillet 2012 | [ 49 ] |
| 8      | MIL   | Karim El Ahmadi   | Feyenoord        | 2 millions £    | 2 juillet 2012   | [ 50 ] |
| 34     | DEF   | Matthew Lowton    | Sheffield United | 3 millions £    | 6 juillet 2012   | [ 51 ] |
| 4      | DEF   | Ron Vlaar         | Feyenoord        | 3,2 millions £  | 1er août 2012    | [ 52 ] |
| 27     | DEF   | Joe Bennett       | Middlesbrough    | 2,8 millions £  | 29 août 2012     | [ 53 ] |
| 15     | MIL   | Ashley Westwood   | Crewe Alexandra  | 2 millions £    | 31 août 2012     | [ 54 ] |
| 21     | ATT   | Jordan Bowery     | Chesterfield     | 0,5 million £   | 31 août 2012     | [ 55 ] |
| 20     | ATT   | Christian Benteke | Genk             | 7 millions £    | 31 août 2012     | [ 56 ] |

#### Départs
| Numéro | Poste | Joueur         | Destination    | Montant         | Date          | Source |
| ------ | ----- | -------------- | -------------- | --------------- | ------------- | ------ |
| 18     | ATT   | Emile Heskey   | Newcastle Jets | Transfert libre | 23 mai 2012   | [ 57 ] |
| 24     | DEF   | Carlos Cuéllar | Sunderland     | Transfert libre | 23 mai 2012   | [ 58 ] |
| 6      | DEF   | James Collins  | West Ham       | 2,5 million £   | 1er août 2012 | [ 59 ] |

##### Prêts
| Numéro | Poste | Joueur            | Destination      | Début             | Fin              | Source |
| ------ | ----- | ----------------- | ---------------- | ----------------- | ---------------- | ------ |
| 17     | MIL   | Jean Makoun       | Stade rennais    | 24 août 2012      | 31 mai 2013      | [ 60 ] |
| 14     | ATT   | Nathan Delfouneso | Blackpool        | 31 août 2012      | 31 mai 2013      | [ 61 ] |
| 3      | DEF   | Stephen Warnock   | Bolton Wanderers | 21 septembre 2012 | 22 décembre 2012 | [ 62 ] |

### Mercato d'hiver

#### Arrivées
| Numéro | Poste | Joueur        | En provenance de | Montant      | Date            | Source |
| ------ | ----- | ------------- | ---------------- | ------------ | --------------- | ------ |
| 18     | MIL   | Yacouba Sylla | Clermont Foot    | 2 millions £ | 31 janvier 2013 | [ 63 ] |

##### Prêts
| Numéro | Poste | Joueur        | En provenance de  | Début           | Fin         | Source |
| ------ | ----- | ------------- | ----------------- | --------------- | ----------- | ------ |
| 24     | ATT   | Simon Dawkins | Tottenham Hotspur | 31 janvier 2013 | 31 mai 2013 | [ 64 ] |

#### Départs
| Numéro | Poste | Joueur          | Destination  | Montant         | Date            | Source |
| ------ | ----- | --------------- | ------------ | --------------- | --------------- | ------ |
| 3      | DEF   | Stephen Warnock | Leeds United | Transfert libre | 31 janvier 2013 | [ 65 ] |

##### Prêts
| Numéro | Poste | Joueur         | Destination       | Début            | Fin              | Source |
| ------ | ----- | -------------- | ----------------- | ---------------- | ---------------- | ------ |
| –      | MIL   | Daniel Johnson | Yeovil Town       | 23 octobre 2012  | 21 novembre 2013 | [ 66 ] |
| 2      | DEF   | Alan Hutton    | Nottingham Forest | 22 novembre 2012 | 1er janvier 2013 | [ 67 ] |
| 2      | DEF   | Alan Hutton    | RCD Majorque      | 29 janvier 2013  | 31 mai 2013      | [ 68 ] |

### Activité globale
| Mercato d'été : £20 500 000 Mercato d'hiver : £2 000 000 Total : £22 500 000 | Mercato d'été : £2 500 000 Mercato d'hiver : £0 Total : £2 500 000 | Mercato d'été : £18 000 000 Mercato d'hiver : £2 000 000 Total : £20 000 000 |

## Compétitions

### Premier League

#### Classement
| Rang | Équipe              | Pts | J  | G  | N  | P  | Bp | Bc | Diff |
| ---- | ------------------- | --- | -- | -- | -- | -- | -- | -- | ---- |
| 1    | Manchester United   | 89  | 38 | 28 | 5  | 5  | 85 | 43 | +42  |
| 2    | Manchester City T S | 78  | 38 | 23 | 9  | 6  | 66 | 34 | +32  |
| 3    | Chelsea             | 75  | 38 | 22 | 9  | 7  | 75 | 39 | +36  |
| 4    | Arsenal             | 73  | 38 | 21 | 10 | 7  | 72 | 37 | +35  |
| 5    | Tottenham Hotspur   | 72  | 38 | 21 | 9  | 8  | 66 | 46 | +20  |
| 6    | Everton             | 63  | 38 | 16 | 15 | 7  | 55 | 40 | +15  |
| 7    | Liverpool           | 61  | 38 | 16 | 13 | 9  | 71 | 43 | +28  |
| 8    | West Bromwich       | 49  | 38 | 14 | 7  | 17 | 53 | 57 | -4   |
| 9    | Swansea City L      | 46  | 38 | 11 | 13 | 14 | 47 | 51 | -4   |
| 10   | West Ham P          | 46  | 38 | 12 | 10 | 16 | 45 | 53 | -8   |
| 11   | Norwich City        | 44  | 38 | 10 | 14 | 14 | 41 | 58 | -17  |
| 12   | Fulham              | 43  | 38 | 11 | 10 | 17 | 50 | 60 | -10  |
| 13   | Stoke City          | 42  | 38 | 9  | 15 | 14 | 34 | 45 | -11  |
| 14   | Southampton P       | 41  | 38 | 9  | 14 | 15 | 49 | 60 | -11  |
| 15   | Aston Villa         | 41  | 38 | 10 | 11 | 17 | 47 | 69 | -22  |
| 16   | Newcastle United    | 41  | 38 | 11 | 8  | 19 | 45 | 68 | -23  |
| 17   | Sunderland          | 39  | 38 | 9  | 12 | 17 | 41 | 54 | -13  |
| 18   | Wigan Athletic C    | 36  | 38 | 9  | 9  | 20 | 47 | 73 | -26  |
| 19   | Reading P           | 28  | 38 | 6  | 10 | 22 | 43 | 73 | -30  |
| 20   | Queens Park Rangers | 25  | 38 | 4  | 13 | 21 | 30 | 60 | -30  |

Qualifications européennes
Ligue des champions 2013-2014
- 1er 2e et 3e : phase de groupes
- 4e : tour de barrages pour non-champions

Ligue Europa 2013-2014
- C : phase de groupes
- 5e : tour de barrages
- L : 3e tour de qualification

Relégation
- 18e, 19e et 20e : relégation en Championship

Abréviations
- T : Tenant du titre
- C : Vainqueur de la FA Cup 2012-2013
- L : Vainqueur de la Coupe de la Ligue 2012-2013
- S : Vainqueur du Community Shield 2012
- P : Promus de Championship

## Statistiques

### Meilleurs buteurs
Inclut uniquement les matches officiels. La liste est classée par numéro de maillot lorsque le total des buts est égal.
| R | No. | Pos | Nat | Nom                | Premier League | FA Cup | Coupe de la Ligue | Total |
| - | --- | --- | --- | ------------------ | -------------- | ------ | ----------------- | ----- |
| 1 | 20  | ATT |     | Christian Benteke  | 19             | 0      | 4                 | 23    |
| 2 | 11  | ATT |     | Gabriel Agbonlahor | 9              | 0      | 3                 | 12    |
| 2 | 26  | ATT |     | Andreas Weimann    | 7              | 1      | 4                 | 12    |
| 4 | 9   | ATT |     | Darren Bent        | 3              | 2      | 1                 | 6     |
| 5 | 10  | MIL |     | Charles N'Zogbia   | 2              | 0      | 1                 | 3     |
| 6 | 4   | DEF |     | Ron Vlaar          | 2              | 0      | 0                 | 2     |
| 6 | 14  | MIL |     | Brett Holman       | 1              | 0      | 1                 | 2     |
| 6 | 34  | DEF |     | Matthew Lowton     | 2              | 0      | 0                 | 2     |
| 9 | 6   | DEF |     | Ciaran Clark       | 1              | 0      | 0                 | 1     |
| 9 | 8   | MIL |     | Karim El Ahmadi    | 1              | 0      | 0                 | 1     |
| 9 | 16  | MIL |     | Fabian Delph       | 0              | 0      | 1                 | 1     |
| 9 | 31  | MIL |     | Chris Herd         | 0              | 0      | 1                 | 1     |
|   |     |     |     | TOTAUX             | 47             | 3      | 17                | 67    |

Mise à jour : 19 mai 2013

Source : Rapports de matches officiels

### Discipline
Inclut uniquement les matches officiels. La liste est classée par numéro de maillot lorsque le total des cartons est égal.
| R  | No. | Pos | Nat                     | Nom                | Premier League | Premier League | FA Cup | FA Cup       | Coupe de la Ligue | Coupe de la Ligue | Total  | Total        |
| R  | No. | Pos | Nat                     | Nom                | Averti         | Carton rouge   | Averti | Carton rouge | Averti            | Carton rouge      | Averti | Carton rouge |
| 1  | 20  | ATT | Drapeau de la Belgique  | Christian Benteke  | 9              | 1              | 0      | 0            | 0                 | 0                 | 9      | 1            |
| 2  | 6   | DEF | Drapeau de l'Irlande    | Ciaran Clark       | 6              | 1              | 0      | 0            | 1                 | 0                 | 7      | 1            |
| 2  | 27  | DEF | Drapeau de l'Angleterre | Joe Bennett        | 6              | 1              | 1      | 0            | 0                 | 0                 | 7      | 1            |
| 4  | 16  | MIL | Drapeau de l'Angleterre | Fabian Delph       | 7              | 0              | 0      | 0            | 4                 | 0                 | 11     | 0            |
| 5  | 34  | DEF | Drapeau de l'Angleterre | Matthew Lowton     | 10             | 0              | 0      | 0            | 0                 | 0                 | 10     | 0            |
| 6  | 8   | MIL | Drapeau du Maroc        | Karim El Ahmadi    | 5              | 0              | 0      | 0            | 1                 | 0                 | 6      | 0            |
| 6  | 30  | DEF | Drapeau des États-Unis  | Eric Lichaj        | 6              | 0              | 0      | 0            | 0                 | 0                 | 6      | 0            |
| 8  | 11  | ATT | Drapeau de l'Angleterre | Gabriel Agbonlahor | 4              | 0              | 0      | 0            | 1                 | 0                 | 5      | 0            |
| 9  | 10  | MIL | Drapeau de la France    | Charles N'Zogbia   | 1              | 0              | 0      | 0            | 3                 | 0                 | 4      | 0            |
| 9  | 25  | MIL | Drapeau de l'Écosse     | Barry Bannan       | 3              | 0              | 0      | 0            | 1                 | 0                 | 4      | 0            |
| 11 | 26  | ATT | Drapeau de l'Autriche   | Andreas Weimann    | 3              | 0              | 0      | 0            | 0                 | 0                 | 3      | 0            |
| 11 | 32  | DEF | Drapeau de l'Angleterre | Nathan Baker       | 3              | 0              | 0      | 0            | 0                 | 0                 | 3      | 0            |
| 13 | 4   | DEF | Drapeau des Pays-Bas    | Ron Vlaar          | 1              | 0              | 0      | 0            | 1                 | 0                 | 2      | 0            |
| 13 | 15  | MIL | Drapeau de l'Angleterre | Ashley Westwood    | 2              | 0              | 0      | 0            | 0                 | 0                 | 2      | 0            |
| 13 | 18  | MIL | Drapeau du Mali         | Yacouba Sylla      | 2              | 0              | 0      | 0            | 0                 | 0                 | 2      | 0            |
| 13 | 22  | GB  | Drapeau des États-Unis  | Brad Guzan         | 2              | 0              | 0      | 0            | 0                 | 0                 | 2      | 0            |
| 17 | 7   | MIL | Drapeau de l'Irlande    | Stephen Ireland    | 1              | 0              | 0      | 0            | 0                 | 0                 | 1      | 0            |
| 17 | 9   | ATT | Drapeau de l'Angleterre | Darren Bent        | 1              | 0              | 0      | 0            | 0                 | 0                 | 1      | 0            |
| 17 | 12  | DEF | Drapeau de l'Angleterre | Marc Albrighton    | 0              | 0              | 0      | 0            | 1                 | 0                 | 1      | 0            |
| 17 | 14  | ATT | Drapeau de l'Australie  | Brett Holman       | 1              | 0              | 0      | 0            | 0                 | 0                 | 1      | 0            |
| 17 | 21  | ATT | Drapeau de l'Angleterre | Jordan Bowery      | 0              | 0              | 1      | 0            | 0                 | 0                 | 1      | 0            |
| 17 | 29  | DEF | Drapeau de l'Irlande    | Enda Stevens       | 1              | 0              | 0      | 0            | 0                 | 0                 | 1      | 0            |
| 17 | 31  | DEF | Drapeau de l'Australie  | Chris Herd         | 1              | 0              | 0      | 0            | 0                 | 0                 | 1      | 0            |
|    |     |     |                         | TOTAUX             | 75             | 3              | 2      | 0            | 13                | 0                 | 90     | 3            |

Mise à jour : 19 mai 2013

Source : Rapports de matches officiels

### Onze de départ
Inclut uniquement les matches officiels.
| No. | Pos | Nat | Nom        | MD | Notes |
| --- | --- | --- | ---------- | -- | ----- |
| 22  | GB  |     | Guzan      | 37 |       |
| 34  | DD  |     | Lowton     | 43 |       |
| 4   | DC  |     | Vlaar      | 30 |       |
| 6   | DC  |     | Clark      | 35 |       |
| 27  | DG  |     | Bennett    | 25 |       |
| 16  | MCD |     | Delph      | 25 |       |
| 15  | MC  |     | Westwood   | 28 |       |
| 25  | MCG |     | Bannan     | 24 |       |
| 26  | AiD |     | Weimann    | 30 |       |
| 11  | AiG |     | Agbonlahor | 27 |       |
| 20  | BU  |     | Benteke    | 39 |       |

| Guzan Lowton Vlaar Clark Bennett Delph Westwood Bannan Weimann Agbonlahor Benteke |

Mise à jour : 19 mai 2013

### Capitaines
Inclut uniquement les matches officiels. La liste est classée par numéro de maillot lorsque le total des cartons est égal.
| No. | Pos | Nom        | Nat | Nb. matchs |
| --- | --- | ---------- | --- | ---------- |
| 4   | DEF | Vlaar      |     | 28         |
| 6   | DEF | Clark      |     | 11         |
| 9   | ATT | Bent       |     | 4          |
| 11  | ATT | Agbonlahor |     | 3          |

Mise à jour : 19 mai 2013

### Total
| Matches joués                 | 46 (38 Premier League, 2 Coupe d'Angleterre, 6 Coupe de la Ligue)               |
| Matches gagnés                | 16 (10 Premier League, 1 Coupe d'Angleterre, 5 Coupe de la Ligue)               |
| Matches nuls                  | 11 (11 Premier League)                                                          |
| Matches perdus                | 19 (17 Premier League, 1 Coupe d'Angleterre, 1 Coupe de la Ligue)               |
| Buts marqués                  | 67 (47 Premier League, 3 Coupe d'Angleterre, 17 Coupe de la Ligue)              |
| Buts concédés                 | 81 (69 Premier League, 3 Coupe d'Angleterre, 9 Coupe de la Ligue)               |
| Différence de buts            | -14 (-22 Premier League, 0 Coupe d'Angleterre, +8 Coupe de la Ligue)            |
| Matches sans encaisser de but | 6 (5 Premier League, 1 Coupe de la Ligue)                                       |
| Cartons jaunes                | 90 (75 Premier League, 2 Coupe d'Angleterre, 13 Coupe de la Ligue)              |
| Cartons rouges                | 3 (3 Premier League)                                                            |
| Pire discipline               | Christian Benteke (9 - 1 )                                                      |
| Meilleur résultat             | Victoire 6 – 1 (Domicile) contre Sunderland – Premier League – 29 avril 2013    |
| Pire résultat                 | Défaite 0 – 8 (Extérieur) contre le Chelsea – Premier League – 23 décembre 2012 |
| Meilleur buteur               | Christian Benteke (23 buts)                                                     |

Mise à jour : 19 mai 2013

Source : Rapports de matches officiels